# Robeč
Robeč (německy Robitsch) je vesnice, část města Úštěk v okrese Litoměřice. Nachází se asi 7,5 kilometru jihovýchodně od Úštěku. Ve druhé polovině 18. století na zdejší faře pobýval a studoval český cestovatel a botanik Tadeáš Haenke. Robeč je také název katastrálního území o rozloze 3 km².

## Historie
První písemná zmínka o vesnici pochází z roku 1352.

## Obyvatelstvo
Při sčítání lidu v roce 1921 zde žilo 231 obyvatel (z toho 111 mužů), z nichž bylo sedm Čechoslováků, 217 Němců, čtyři Židé a tři cizinci. Většina patřila k římskokatolické církvi, ale šest z nich bylo evangelíky, čtyři židé a jeden člověk příslušel k nezjišťovaným církvím. Podle sčítání lidu z roku 1930 měla vesnice 253 obyvatel: devět Čechoslováků, 241 Němců, dva Židy a jednoho cizince. Kromě římskokatolické většiny  bylo pět z nich evangelíky a dva židy.
|           | 1869 | 1880 | 1890 | 1900 | 1910 | 1921 | 1930 | 1950 | 1961 | 1970 | 1980 | 1991 | 2001 | 2011 |
| --------- | ---- | ---- | ---- | ---- | ---- | ---- | ---- | ---- | ---- | ---- | ---- | ---- | ---- | ---- |
| Obyvatelé | 205  | 222  | 231  | 221  | 215  | 231  | 253  | 134  | 132  | 123  | 102  | 70   | 75   | 72   |
| Domy      | 34   | 39   | 40   | 41   | 42   | 41   | 49   | 50   | 33   | 29   | 30   | 32   | 35   | 40   |

## Pamětihodnosti
- Kostel svatého Martina
- Fara čp. 1
- Dům čp. 20
- Usedlost čp. 21